# Universal Pictures
Universal Pictures, a efectos legales Universal City Studios LLC (también conocido como Universal Studios, anteriormente Universal Film Manufacturing Company), es un estudio cinematográfico estadounidense, propiedad de Comcast Corporation a través de su propia dependencia NBCUniversal, también es uno de los "Grandes 5" de Hollywood, y el estudio más antiguo que aún sigue en pie en los Estados Unidos. Sus estudios de producción se encuentran en 100 Universal City Plaza Drive en Universal City, California. La distribución y otras oficinas corporativas se encuentran localizadas en Nueva York.
Universal Pictures fue fundado en 1912 por Carl Laemmle, Mark Dintenfass, Charles O. Baumann, Adam Kessel, Pat Powers, William Swanson, David Horsley, Robert H. Cochrane, y Jules Brulatour. Es el quinto estudio más antiguo del mundo, después de Gaumont Film Company, Pathé, Titanus, y Nordisk Film. Tres de las películas más famosas de Universal Pictures son Tiburón (1975), E.T., el extraterrestre (1982), y Parque Jurásico (1993) (las cuales fueron dirigidas por Steven Spielberg) logrando récords en la taquilla; cada una se convirtió en la película más taquillera de todos los tiempos en el momento de su primer lanzamiento. Woody Woodpecker, un personaje de dibujos animados, es la mascota oficial de Universal Pictures.
Las franquicias cinematográficas de Universal Pictures con mayor éxito comercial incluyen Fast & Furious, Jurassic Park, y Despicable Me. Universal Pictures es miembro de la Motion Picture Association (MPA), y fue uno de los mayores de "Little Three" durante la época dorada de Hollywood.

## Historia

### Primeros años

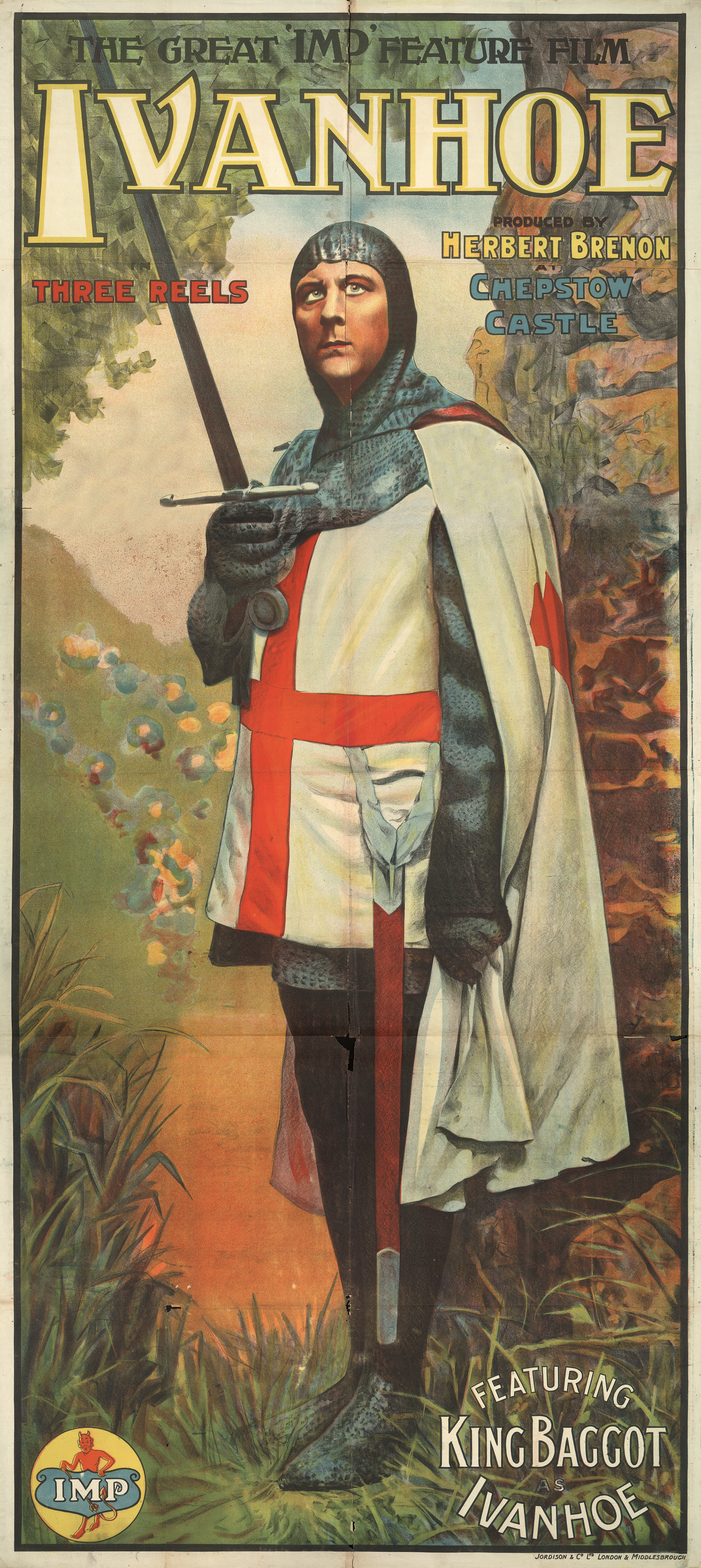
Poster de Ivanhoe (1913).

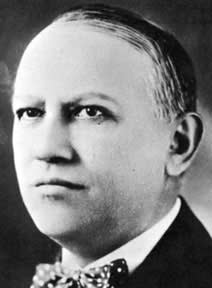
Carl Laemmle (1867–1939).

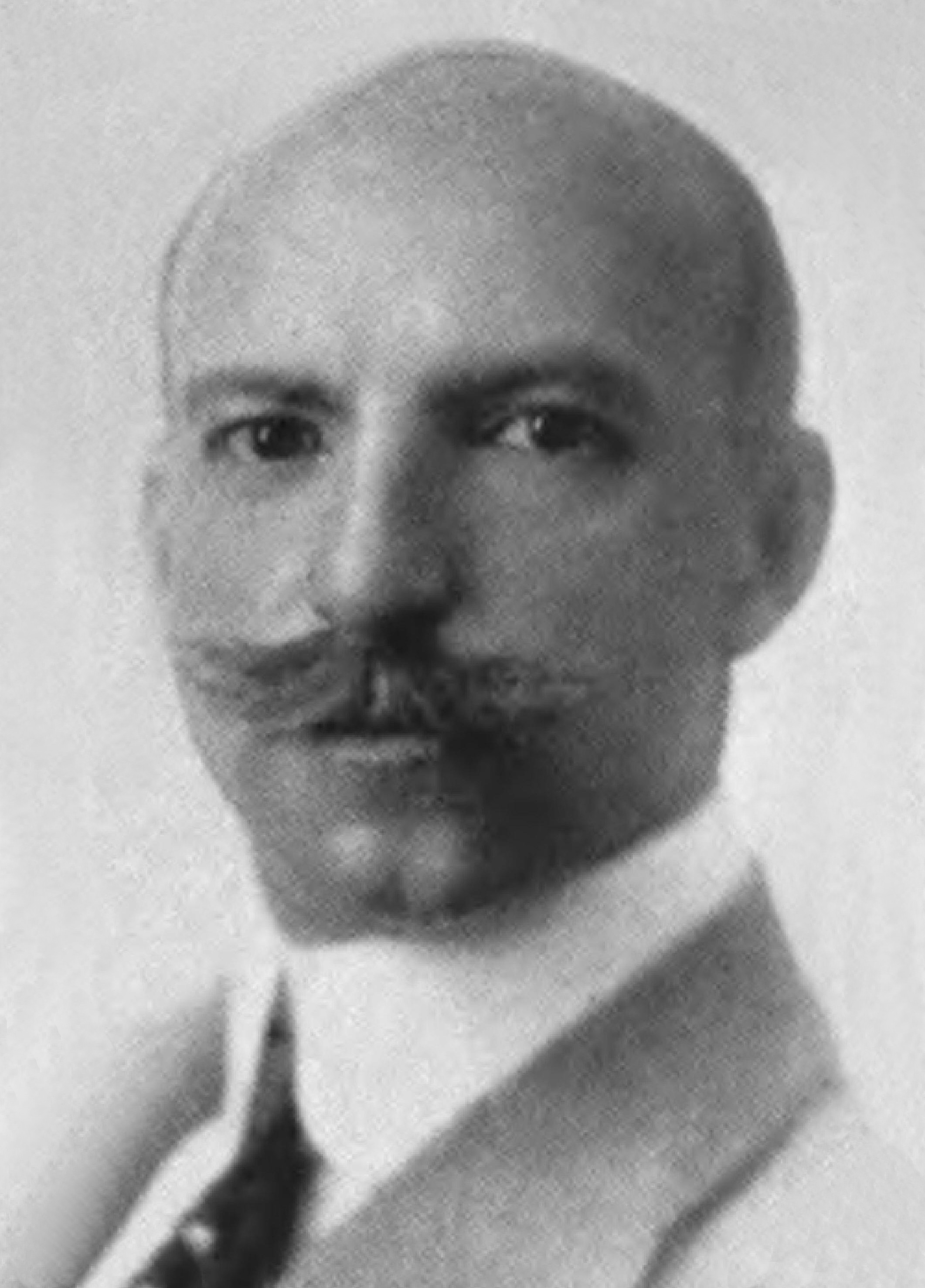
Mark Dintenfass (1872–1933), cofundador de Universal Studios.

Universal Studios fue fundado por Carl Laemmle, Mark Dintenfass, Charles O. Baumann, Adam Kessel, Pat Powers, William Swanson, David Horsley, Robert H. Cochrane y Jules Brulatour. Empezó con Laemmle viendo una taquilla por horas, contando los clientes y calculando la recaudación diaria. En su viaje a Chicago, Laemmle renunció a la empresa "dry goods" para comprar varias máquinas de discos. Para Laemmle y otros empresarios, la creación en 1908 de la respaldada por Edison "Motion Picture Trust" se esperaba que los expositores pagaran los honorarios de las películas producidas en la máquina. Basado en la patente del motor eléctrico de Edison usado en las cámaras y proyectores, junto con otras patentes, las tarifas de la "Motion Picture Trust" en todos los aspectos de una película, tanto en producción como en exhibición, intentaron reforzar el monopolio en la distribución.
Laemmle y otros dueños de máquinas de discos insatisfechos no tardaron en decidir dejar de pagar a Edison produciendo sus propias películas. En junio de 1909, Laemmle fundó la Yankee Film Company con sus compañeros Abe Stern y Julius Stern. La compañía rápidamente se convirtió en Independent Moving Pictures (IMP), con sus estudios en Fort Lee (Nueva Jersey), en donde realizaron muchas de las primeras películas de la industria cinematográfica estadounidense a principios del siglo XX. Laemmle rompió con la costumbre de Edison de no acreditar a los actores durante la película. Al nombrar a las estrellas de las películas atrajo a muchos de los actores importantes de la época, contribuyendo así a crear el star system. En 1910, promocionó a Florence Lawrence, antes conocida como "La Chica Biograph", y al actor King Baggot, en lo que podría ser la primera vez que algún estudio utilizó a actores como forma de mercadotecnia.
Universal Studios fue fundada el 30 de abril de 1912, en Nueva York. Laemmle, quien era presidente de la empresa en julio de 1912, fue la primera figura en la asociación junto con Dintenfass, Baumann, Kessel, Powers, Swanson, Horsley y Brulatour. Con el tiempo todo terminó siendo adquirido todo por Laemmle. El nuevo Universal Studios fue una Integración Vertical, con producción de películas, distribución y lugares de exposición todos relacionados en la misma entidad corporativa, el elemento central de la era del Sistema de estudios. Siguiendo la tendencia de la industria del oeste, para finales de 1912, el estudio comenzó a realizar sus producciones en el área de Hollywood.

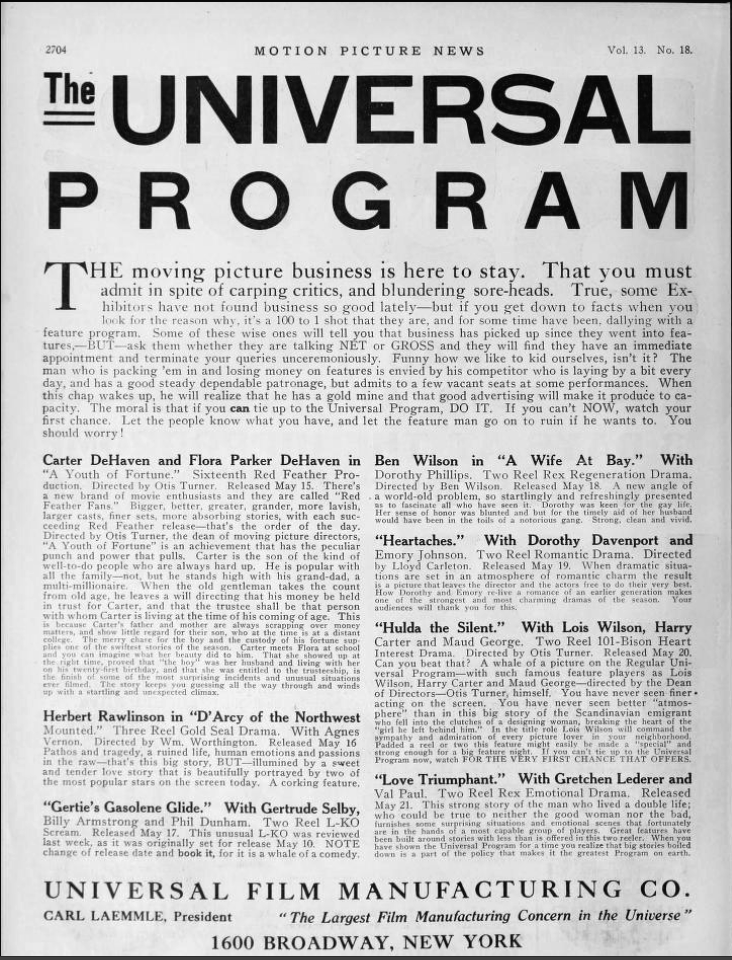
Anuncio de Universal que promociona los beneficios de los cortometrajes del estudio para los operadores de salas de cine.

El 14 de marzo de 1915, Laemmle inauguró el mayor complejo de producción cinematográfica de la historia, Universal City Studios, en lo que eran 0.9 km² de una granja justo arriba de Cahuenga Pass en Hollywood. La administración del Estudio se convirtió en la tercera faceta de las operaciones de Universal, con el estudio quedando constituido como una organización subsidiaría distinta. A diferencia de otros magnates del cine, Laemmle abrió sus estudios a los turistas. Universal se convirtió en el mayor estudio de Hollywood, y siguió siéndolo durante una década. Sin embargo, buscó a su audiencia principalmente en ciudades pequeñas, produciendo filmes baratos en su mayoría, principalmente melodramas, wésterns y cine serial.
A pesar del rol de Laemmle como innovador, él era un jefe de estudio extremadamente cuidadoso. A diferencia de sus rivales Adolph Zukor, William Fox y Marcus Loew, Laemmle escogió no desarrollar la sala de cine. También financió sus propias películas, negándose a asumir una deuda. Dicha idea casi lleva al estudio a la bancarrota cuando el actor-director Erich von Stroheim insistió en valores de producción excesivamente lujosos para sus películas Blind Husbands (1919) y Foolish Wives (1922), pero Universal Studios ganó astutamente la devolución de algunos de los gastos lanzando una sensacional campaña publicitaria que atrajo la atención de varios cinéfilos. El actor de carácter Lon Chaney se convirtió en un dibujante de tarjetas para Universal Studios en 1920, que aparecían constantemente en dramas. Sus dos grandes éxitos dentro de Universal fueron Nuestra Señora de París y El fantasma de la ópera. Durante este periodo Laemmle confió en las ideas de producción de Irving Thalberg. Thalberg había sido el secretario personal de Laemmle, al que impresionó con sus convincentes observaciones de qué tan eficientemente podía operar el estudio. Lo promovieron a jefe de estudio, Thalberg le estaba dando a los productos de Universal un toque de elegancia, pero el jefe de producción de MGM Louis B. Mayer empezó a alejar a Thalberg de Universal Studios con la promesa de un mejor pago. Sin su dirección, Universal se convirtió en el segundo mejor estudio, y así permaneció durante varias décadas.

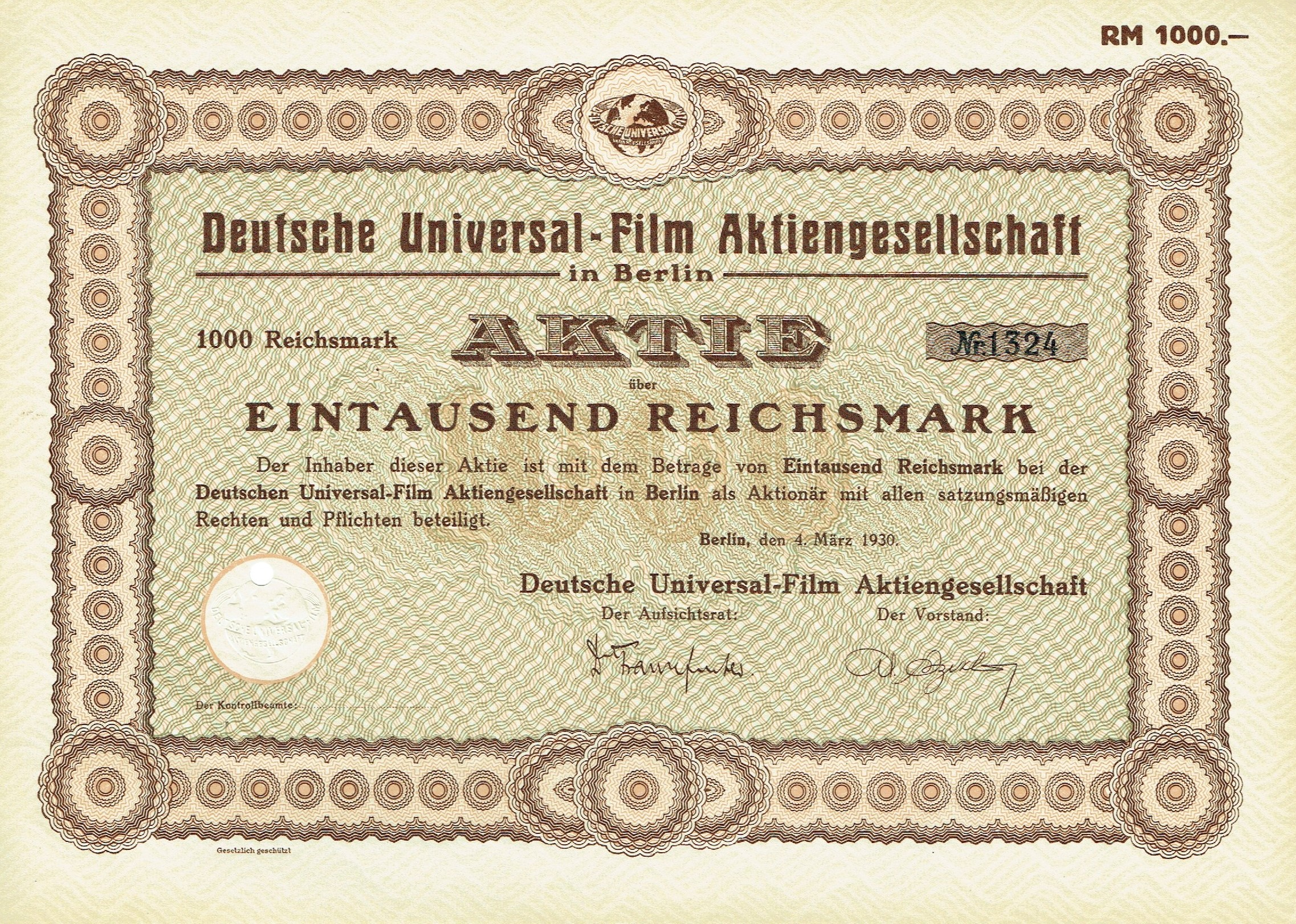
Acción de la Deutsche Universal-Film AG, emitida el 4 de marzo de 1930.

En 1926, Universal abrió una unidad de producción en Alemania, Deutsche Universal Film AG, bajo la dirección de Joe Pasternak. Esta unidad produjo de tres a cuatro cintas por año hasta 1936, siendo trasladada a Hungría y luego a Austria debido al incremento de la dominación de Europa central de Hitler. Con la llegada del sonido, estas producciones eran realizadas en alemán y, ocasionalmente, en húngaro o polaco. En Estados Unidos, Universal Pictures no distribuía ninguna de esas películas extranjeras, aunque algunas eran exhibidas por otras distribuidoras independientes de películas extranjeras, localizadas en Nueva York, pero sin subtítulos en inglés. La persecución nazi y los cambios de la propiedad de Deutsche Universal Film terminarían resultando en la disolución de esta subsidiaría.
En sus primeros años, Universal tenía una política de "imagen limpia". Sin embargo, para abril de 1927, Carl Laemmle consideró que eso era un error porque "películas sucias" de otros estudios estaban ganando más dinero mientras Universal lo perdía.

### Manteniendo el liderato del estudio en la familia

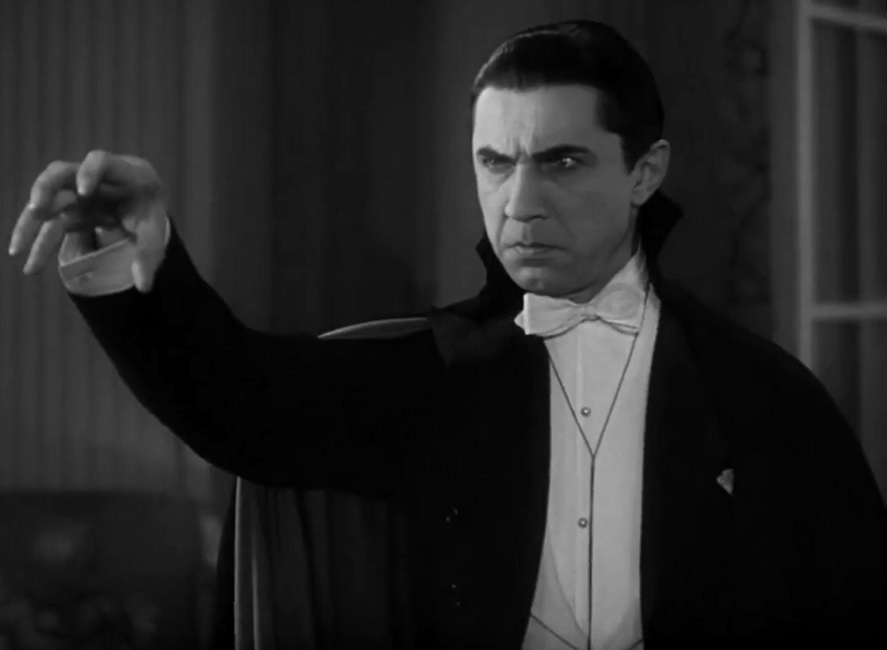
Bela Lugosi en Drácula (1931).

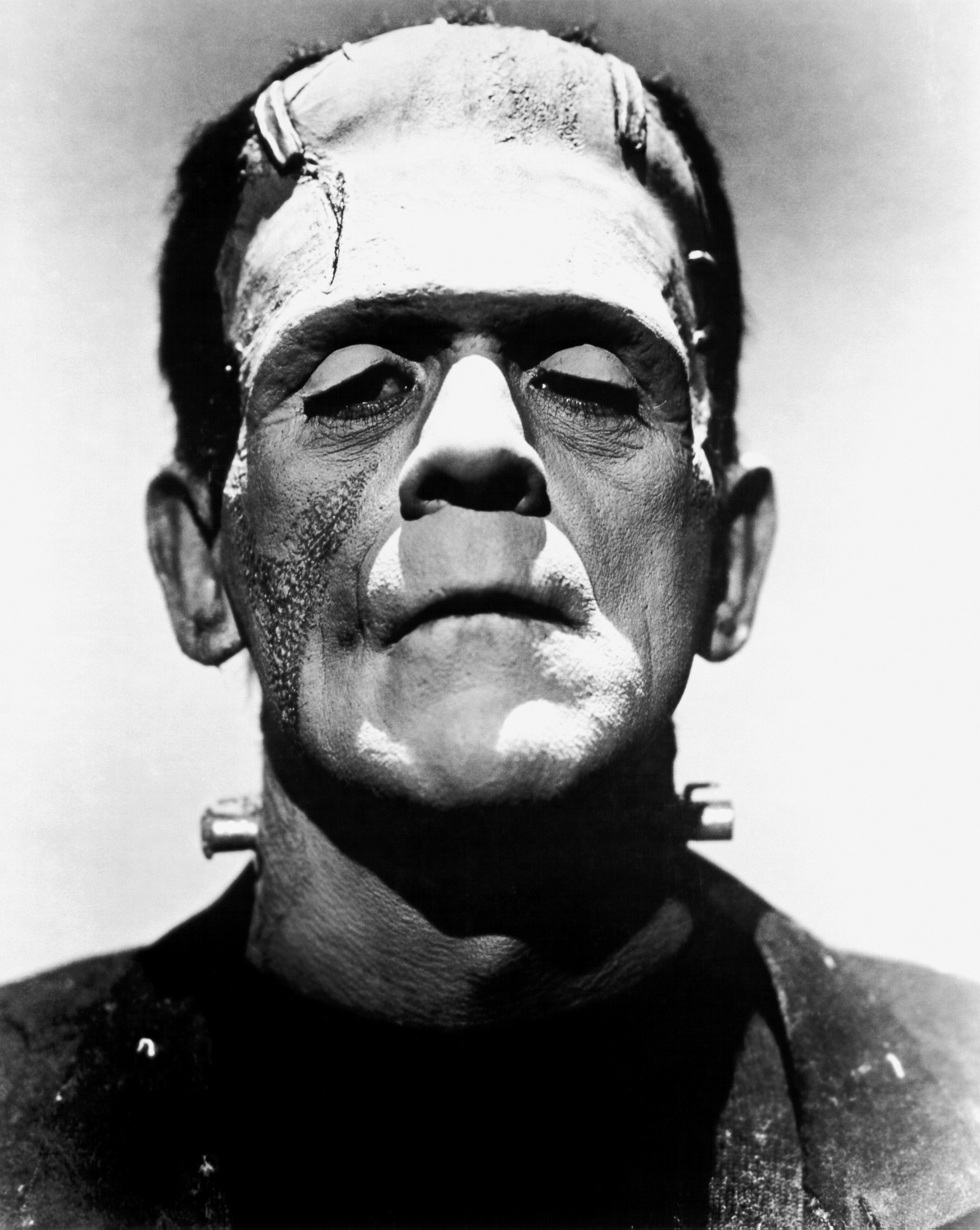
Boris Karloff en La novia de Frankenstein (1935).

En 1928, el señor Laemmle nombró a su hijo Carl Laemmle, Jr., el encargado de Universal Pictures como regalo el día en que cumplió 21 años. Universal ya tenía una reputación de nepotismo: en un momento dado, 70 familiares del señor Carl estuvieron supuestamente en la nómina. Muchos de ellos eran sobrinos, lo que resultó en el señor Carl, ser conocido en los estudios como "Tío Carl". Ogden Nash dice la famosa ironía en la rima, "Tío Carl Laemmle, tiene un largo faemmle". Dentro de sus familiares, estaba el futuro director/productor ganador de los premios de la Academia, William Wyler.
"Junior" Laemmle persuadió a su padre para mantenerse al día en Universal. El compró y construyó cines, convirtiéndolos en un estudio de producción de audio, e hizo varias incursiones en la producción de alta calidad. Sus tempranos esfuerzos incluyeron la mutilada por la crítica versión parcialmente hablada de la novela de Edna Ferber Show Boat (1929), el espléndido musical Broadway (1929) que incluyó secuencias en Technicolor; y el primer musical a color presentado (por Universal), King of Jazz (1930). El más serio Sin novedad en el frente,  ganó el Óscar a la mejor película en la entrega de ese año.
Laemmle, Jr. creó un nicho para el estudio, comenzando por series en el cine de terror, la cual se extendió hasta 1940, cariñosamente apodado como los monstruos clásicos. Dentro de estos estaban Frankenstein, Drácula (1931), La momia (1932) y El hombre invisible (1933). Otras producciones de Laemmle en ese periodo fueron Imitation of Life (1934) y My Man Godfrey (1936).

### Los Laemmle pierden el control
Las incursiones de Universal en la producción de alta calidad significó el fin de la era de Laemmle en el estudio. Tomando como tarea la modernización y la actualización del conglomerado de la película en la profundidad de la depresión de lo arriesgado, y por un tiempo Universal estuvo al borde de la suspensión de pagos. La cadena de cines se hizo chatarra, pero Carl, Jr. mantuvo firme la rápida distribución, estudio y operaciones de producción.
El fin para los Laemmle llegó con la espléndida versión de Show Boat (1936), una nueva versión de la producción de inicios de 1929 parcialmente hablada, y producida como una película de alta calidad con un presupuesto muy superior al habitual en una serie B. La nueva película protagonizada por varias estrellas de la versión teatral de Broadway, la cual empezó su producción en 1935, y a diferencia de la película de 1929 que estuvo basada en el musical de Broadway en lugar de la novela. Los hábitos de gasto de Carl Jr. alarmaron a los accionistas de la compañía. Ellos no permitirían que empezara la producción de Show Boat a menos que los Laemmle obtuvieran un préstamo. Universal fue forzado a buscar un préstamo de producción de $750 000 dólares a Standard Capital Corporation, comprometiendo a la familia Laemmle a una participación mayoritaria en Universal como garantía. Fue la primera vez que Universal pedía prestado dinero para una producción en 26 años de historia. La producción costó $300 000 dólares más de lo presupuestado y Standard exigió la devolución de su préstamo pero Universal no tuvo liquidez para pagar, con lo que Standard embargó y tomó el control del estudio el 2 de abril de 1936.
El "Show Boat" de Universal de 1936 (dio a conocer un poco más de un mes después) se convirtió en un éxito de crítica y financiero, no fue suficiente para salvar la participación de los Laemmle con el estudio. Ellos fueron bruscamente removidos de la compañía que ellos habían fundado. Debido a que los Laemmle supervisaron personalmente la producción, Show Boat fue dada a conocer (a pesar de quedarse) con los nombres de Carl Laemmle y Carl Laemmle Jr. en los créditos y en la propaganda publicitaria de la película. El financiero John Cheever Cowdin de Standard Capital había tomado la presidencia de la junta de los directores e instituyó varios recortes de presupuesto en la producción. Ido con las grandes ambiciones, y aunque Universal tenía algunos grandes nombres bajo contrato, estos se fueron cultivando, como William Wyler y Margaret Sullavan.
Mientras tanto, el productor Joe Pasternak, quien había tenido éxito produciendo musicales ligeros con jóvenes sopranos para la filial alemana de Universal, repitió su fórmula en América. La cantante adolescente Deanna Durbin fue protagonista en la primera película americana de Pasternak, Three Smart Girls (película de 1936). La película fue un gran éxito en taquilla y se dice que restauró la solvencia del estudio. El éxito de la película llevó a Universal a ofrecerle un contrato, el cual era que durante los primeros cinco años de su carrera ella produjera películas de mayor éxito.

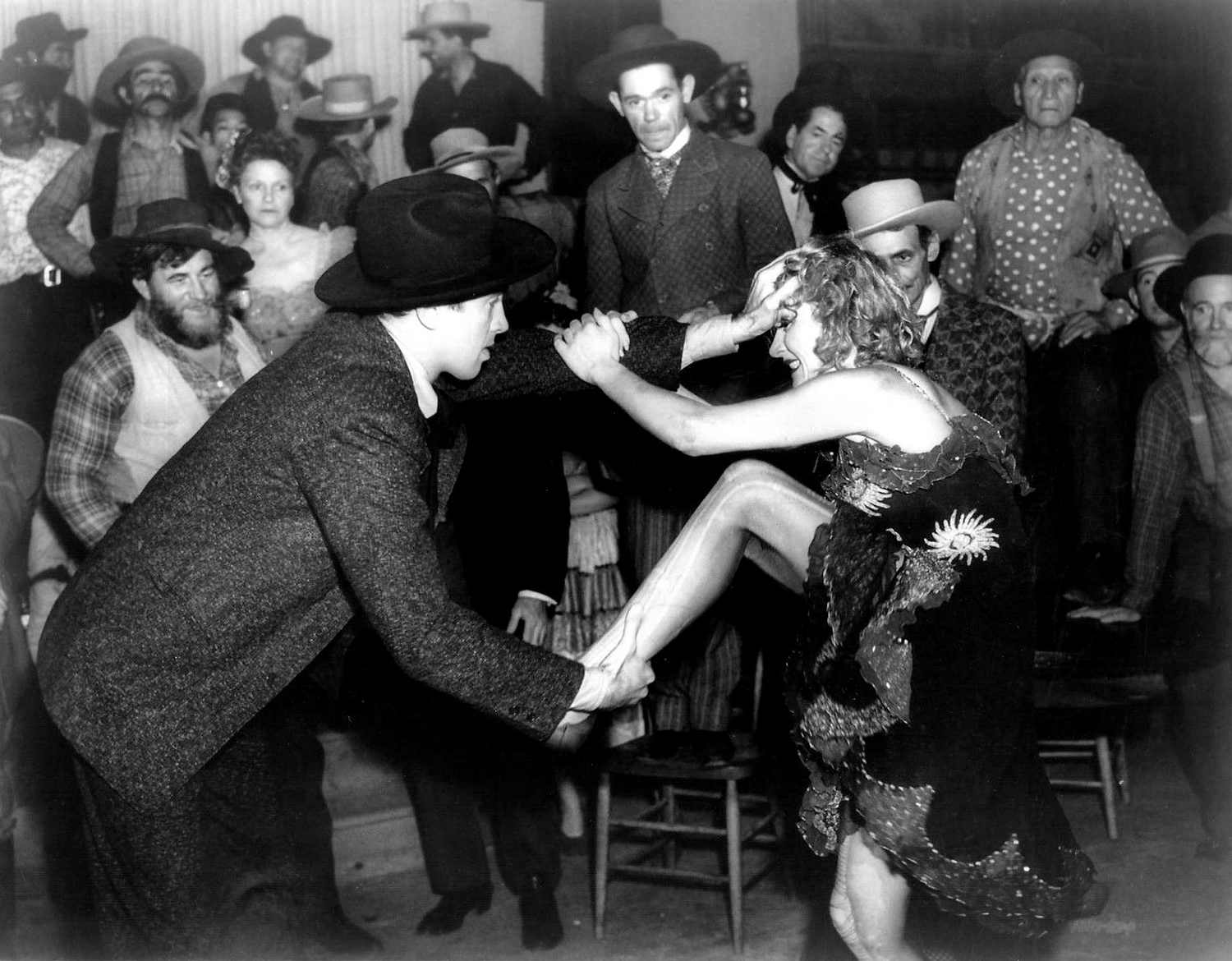
James Stewart y Marlene Dietrich en Destry Rides Again (1939).

Cuando Pasternak detuvo la producción de película de Durbin, y ella superó su personaje de pantalla y buscó más papeles dramáticos, el estudio firmó a una niña de trece años de edad, Gloria Jean, para su propia serie de los musicales de Pasternak desde 1939; ella se convirtió en una estrella con Bing Crosby, W. C. Fields, y Donald O'Connor. Una película popular de Universal de los años 1930 fue Destry Rides Again (1939), protagonizando James Stewart como Destry y Marlene Dietrich en su papel de reaparición, después de dejar Paramount Studios.
Por los años 1940, la compañía estaba concentrándose en producciones de bajo presupuesto que eran el principal alimento de la compañía: westerns, melodramas, series y secuelas para las películas de horror del estudio, de ahora en adelante solo películas B. El estudio promovió muchas series: películas de acción y seriales The Dead End Kids y Little Tough Guys (1938-1943), las aventuras cómicas del infante Baby Sandy (1938-1941), comedias con Hugh Herbert (1938-1942) y The Ritz Brothers (1940-1943); musicales con Robert Paige, Jane Frazee, The Andrews Sisters y The Merry Macs (1938-1945); y westerns con Tom Mix (1932-1933), Buck Jones (1933-1936), Bob Baker (1938-1939), Johnny Mack Brown (1938-1943); Rod Cameron (1944-1945) y Kirby Grant (1946-1947).
Universal raramente pudo darse el lujo de tener su propio establo de estrellas, y frecuentemente pedían prestados talentos a otros estudios, o contrataban actores independientes. Además de Stewart y Dietrich, Margaret Sullavan y Bing Crosby fueron dos de los grandes nombres que hicieron pareja en películas para Universal en ese periodo. Algunas estrellas llegaron de la radio, incluyendo a Edgar Bergen, y el equipo de comedia de Abbott and Costello (Bud Abbott y Lou Costello). La comedia militar de Abbott y Costello Buck Privates (1941) dio al primer Comediante Burlesque un perfil nacional e internacional. W. C. Fields se unió al estudio para sus últimas películas.
Durante los años de guerra, Universal tuvo un arreglo de coproducción con el productor Walter Wanger y su socio, el director Fritz Lang, prestándoles el estudio para unas producciones de prestigio. La base de audiencia principal de Universal aún se encontraba en el barrio de cines, y el estudio continuó complaciendo al público con poco a mediano presupuesto de producción en películas. Basil Rathbone y Nigel Bruce en las nuevas series de misterio de "Sherlock Holmes" (series de 1942-1946), musicales adolescentes con Gloria Jean, Donald O'Connor y Peggy Ryan (1942-1943), y adaptaciones a pantalla de la radio Inner Sanctum Mysteries (1943-1945). Alfred Hitchcock también fue prestado para dos películas de Selznick International Pictures: Saboteur (1942) y La sombra de una duda (1943).
Como el producto principal de Universal siempre había tenido un bajo presupuesto de producción, este fue uno de los últimos grandes estudios en tener un contrato con Technicolor. El estudio no utilizó las Technicolor de tres tiras hasta la película Las mil y una noches (Arabian Nights, 1942), protagonizada por Jon Hall y María Montez. Al año siguiente, Technicolor estaba siendo utilizado en una nueva versión del melodrama de horror de 1925 de Universal, El fantasma de la ópera con Claude Rains y Nelson Eddy. Con el éxito de las primeras dos películas, un programa regular de alto presupuesto, las películas Technicolor continuaron.

### Universal-International y Decca Records toman el control
En 1945, el empresario británico J. Arthur Rank, esperando expandir su presencia en América, compró en una fusión de cuatro vías con Universal, la compañía independiente International Pictures, y el productor Kenneth Young. La nueva combinación, United World Pictures, fue un fracaso y se disolvió en menos de un año. Rank e International Pictures siguieron interesados en Universal, culminando en la reorganización del estudio en Universal-International. William Goetz, el fundador de International, se convirtió en el director de producción en la renombrada Universal-International Pictures Inc., que también sirvió como una subsidiaría de importación-exportación, propietaria de los derechos de autor de las películas importantes. Goetz, un yerno de Louis B. Mayer decidió traer "prestigio" a la nueva compañía. Detuvo las producciones con poco presupuesto, el Cine B, las películas en serie y redujo el "Universal's horror" y los ciclos de "Arabian Nights".  La distribución y control de los derechos de autor se mantuvieron bajo el nombre de Universal Pictures Company Inc.
Goetz organizó un calendario ambicioso. Universal-International se volvió responsable de la distribución de las producciones británicas de Rank en América, incluyendo clásicos como Grandes esperanzas (1946) de David Lean y Hamlet (1948) de Laurence Olivier. Para ampliar todavía más su alcance, Universal-International se diversificó en el lucrativo campo no teatral, comprando la mayoría de las acciones del distribuidor de películas para casa Castle Films en 1947, y adquiriendo la totalidad de la compañía en 1951. Por tres décadas, Castle ofrecería películas destacadas del catálogo Universal a los entusiastas y coleccionistas de películas para casa. Goetz otorgó la licencia del catálogo de películas de Universal antes de convertirse en Universal-International a Realart Pictures, propiedad de Joe Broeders, para sus reestrenos en el cine, pero Realart no podía difundirlas en televisión.
Las producciones del estudio aún sufrirán. Aunque hubo éxitos como The Killers (1946) y The Naked City (1948), las nuevas producciones de Universal-International obtenían unos resultados decepcionantes en taquilla. Goetz se fue a finales de los cuarenta y el estudio volvió a las películas de bajo presupuesto. Francis (1950), la primera película de una serie sobre una mula parlante y Ma and Pa Kettle (1949), parte de una serie, se convirtieron en pilares de la empresa. Una vez más, las películas de Abbott y Costello, incluyendo Abbott y Costello contra los fantasmas (1948), figuraron entre las producciones más taquilleras del estudio. Pero para este punto Rank perdió el interés y vendió sus acciones al inversionista Milton Rackmi, siendo dueño de Decca Records. Decca asumió el control total de Universal en 1956. Aparte de Abbott y Costello, el estudio mantenía el estudio de caricaturas de Walter Lantz, cuyas producciones eran lanzadas junto a las películas de Universal-International.
En 1950, Universal-International retomó su serie de aventuras en Arabia, bastantes de ellas protagonizadas por Tony Curtis. El estudio también tuvo éxito con películas de monstruos y de ciencia ficción, producida por William Alland, muchas dirigidas por Jack Arnold. Otros éxitos fueron los melodramas dirigidos por Douglas Sirk y producidos por Ross Hunter, aunque los críticos no estaban satisfechos con los resultados cuando se lanzaron por primera manteniendo su opinión ahora en día. Entre el establo de estrellas de Universal-International figuraban Rock Hudson, Tony Curtis, Jeff Chandler, Audie Murphy y John Gavin.
Aunque Decca continuaría manteniendo los presupuestos de las películas pequeños, se vio favorecido por las circunstancias cambiantes de la industria cinematográfica, pues otros estudios dejaron ir a sus actores en 1948 por culpa del caso Paramount. Los actores principales estaban cada vez más disponibles para trabajar cuando eran seleccionados, y en 1950 el agente Lew Wasserman de MCA hizo un trato con Universal por su cliente James Stewart que cambiaría las reglas del juego. El trato de Wasserman le dio a Stewart una parte de las ganancias de tres películas en vez de salario. Cuando uno de los filmes, Winchester '73, probó ser un éxito, el trato pasó a ser una regla para muchas de las producciones futuras de Universal, y finalmente también de otros estudios.

### MCA se queda a cargo

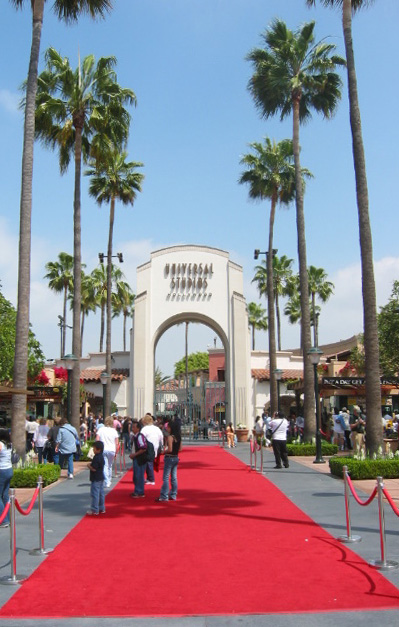
Puerta ceremonial de Universal Studios. El parque temático junto a los sets del estudio.

Para 1950, el negocio de las películas estaba cambiando otra vez. La combinación del estudio/cine quebró y el crecimiento de la televisión vio la reducción de audiencia para las producciones cinematográficas. La Music Corporation of America (MCA), en ese momento una agencia de talentos predominantemente, también se convirtió en un productor muy poderoso de televisión, rentando espacio en Republic Pictures para su filial Universal Television. Después de un periodo de completo cierre, un Universal moribundo accedió a vender su terreno de estudio de 360 acres (1.5 km²) a MCA en 1958, por $11 millones, renombrado Revue Studios. MCA fue dueño de los sets, pero no de Universal Pictures, sin embargo, era cada vez más influyente en las producciones de Universal. Los sets fueron actualizados y modernizados, mientras los clientes de MCA como Doris Day, Lana Turner, Cary Grant, y el director Alfred Hitchcock firmaron contratos para Universal Pictures.
La gran espera de Universal Pictures por MCA, Inc. ocurrió a mediados de 1962 como parte de la fusión de MCA-Decca Records. La compañía retomó el nombre de Universal Pictures. Como gesto final antes de abandonar el negocio de la agencia de talentos, todo cliente virtual de MCA firmó un contrato con Universal.
En 1964, MCA formó Universal City Studios, Inc. fusionando las imágenes en movimiento y los brazos de televisión de Universal Pictures Company y Revue Productions (renombrado oficialmente como Universal Television en 1966). Y así, con MCA a cargo, Universal se convirtió en toda regla en un estudio de cine, con grandes actores y directores bajo contrato; ofreciendo película comerciales; y un tour filial del estudio lanzado en 1964. La producción de televisión compuesto por gran parte de la salida del estudio, con Universal comprometido fuertemente, en particular, con los tratos con NBC (el cual se fusionó con Universal para formar NBCUniversal) proporcionando hasta la mitad de todo el horario estelar por varias temporadas. La innovación durante este periodo defendido por Universal fue la película hecha directamente para la televisión.
En este tiempo, Hal B. Wallis, quien había trabajado últimamente como el productor principal en Paramount, se fue a Universal, donde produjo varias películas, entre ellas una versión lujosa de Maxwell Anderson, Ana de los mil días (1969), e igualmente prodigiosa, Mary, Queen of Scots (1971). Aunque ninguno pudo asegurar un gran éxito financiero, ambas películas recibieron nominaciones al premio Óscar, y Anne fue nominada al Óscar a la mejor película, al mejor actor (Richard Burton), a la mejor actriz (Geneviève Bujold), y al mejor actor de reparto (Anthony Quayle). Wallis se retiró de Universal después de hacer la película Rooster Cogburn (1975), una secuela de True Grit, que Wallis había producido para Paramount. Rooster Cogburn coprotagonizada por John Wayne, repitiendo su premio Óscar en el rol de su primera película, y Katharine Hepburn, su única película juntos. La película solo tuvo un éxito moderado.
A los inicios de los 70, Universal se juntó con Paramount Pictures para formar Cinema International Corporation, la cual distribuía películas para Paramount y Universal, fuera de los Estados Unidos y Canadá. Sin embargo, Universal había producido algunos éxitos, entre ellos, Aeropuerto (1970),  El Golpe (1973), American Graffiti (también de 1973), Terremoto (1974), y el gran éxito taquillero, el cual restauró la fortuna de la compañía: Tiburón (1975), durante la década, Universal fue primeramente un estudio de televisión. Cuando Metro Goldwyn Mayer compró United Artists en 1981, MGM no podía abandonar la empresa CIC para fusionarlo con United Artists en operaciones en el extranjero. Independientemente de eso, con futuras producciones de películas de ambos nombres fueron lanzadas a través de la placa MGM/UA Entertainment, CIC decidió fusionar las unidades internacionales de UA con MGM y modificarlo como United International Pictures. Habría otros grandes éxitos de películas como Dos Pícaros con Suerte (1977), Colegio de Animales (1978), El Patán (1979), Los Hermanos Caradura (1980), Las Cuatro Estaciones (1981), E.T., el Extraterrestre (1982), El Club de los Cinco (1985), Volver al Futuro (también de 1985), Un Cuento Americano (1986), La Tierra Antes del Tiempo (1988), Campo de Sueños (1989), Parque Jurásico (1993), Los Picapiedra (1994) y Casper (1995), pero el negocio de las películas fue financieramente impredecible con otras películas como La Cosa (1982), Cara Cortada (1983), Duna (1984), Howard el Pato (1986), La Última Tentación de Cristo (1988) o Mundo Acuático (1995) que resultaron ser grandes decepciones taquilleras pese a su alto presupuesto, aunque afortunadamente, estas películas se volvieron de culto en años posteriores.
Durante la época de MCA, varias películas del estudio resultaron ganadoras del premio Óscar a la mejor película: El Golpe (1973), El Francotirador (1978), Memorias de África (1985) y La Lista de Schindler (1993). UIP empezó a distribuir películas por el estudio recién puesto en marcha DreamWorks en 1997, debido a las conexiones que los fundadores tenían con Paramount, Universal, y Amblin Entertainment. En 2001, MGM abandonó la empresa UIP, y se fue con la división internacional de 20th Century Fox, que manejaron la distribución de sus títulos hasta hoy en día. UIP casi perdió su conexión con Universal Pictures en 1999 cuando estos últimos fundaron Universal Pictures International para hacerse cargo de los activos de PolyGram Filmed Entertainment y quería que UPI distribuyera sus películas a partir de 2001. Solo un pequeño puñado de películas fueron estrenadas en cines por Universal Pictures International, hasta el estreno de la película Mickey Ojos Azules. UIP luego se hizo cargo del inventario de distribución en cines de futuras películas planeadas para ser estrenadas por Universal Pictures International, como Milagros Inesperados y Las Cenizas de Ángela. El 4 de octubre de 1999, Universal renovó sus compromisos con United International Pictures para estrenar sus películas internacionalmente hasta 2006.

### Matsushita, Seagram, Vivendi y NBCUniversal

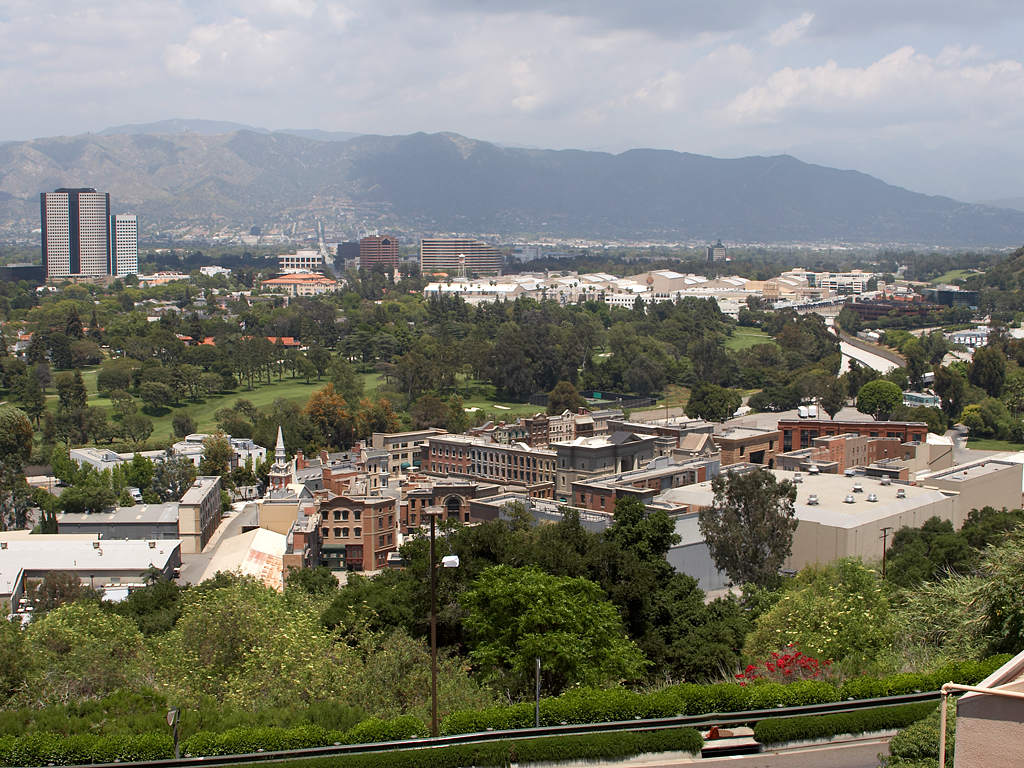
Vista paronámica de la sede central de Universal Studios Inc.

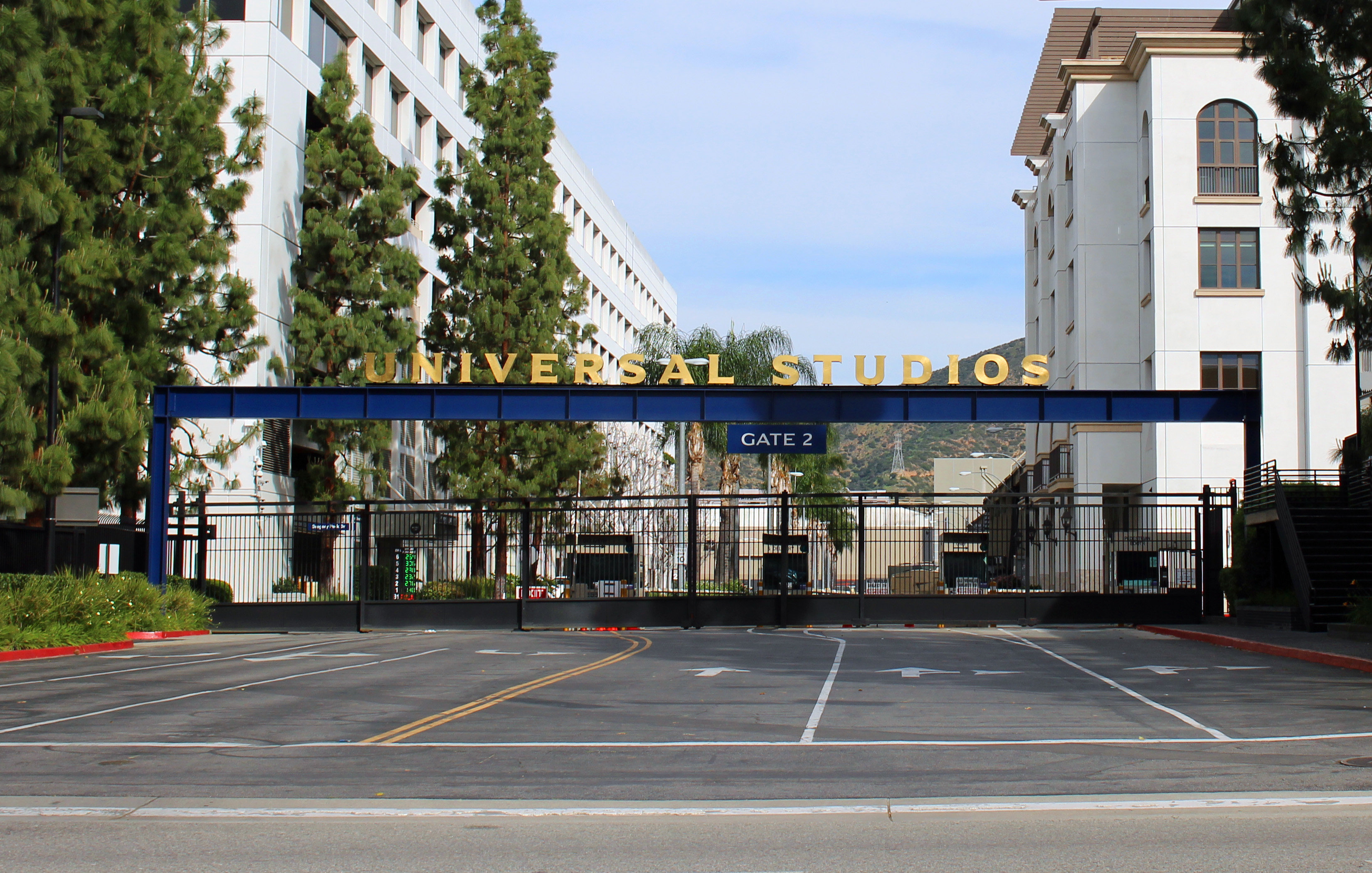
Puerta 2, Universal Studios (como se ve cuando está cerrado los domingos).

Ansiosos por expandir la transmisión y su presencia en cable de la compañía, el director de MCA Lew Wasserman buscó a una pareja adinerada. Localizó a la productora electrónica japonesa Matsushita Electric (ahora conocida como Panasonic), que accedió comprar a MCA por $6500 millones de dólares en 1990. Mientras tanto, la producción subsidiaria se renombró como Universal Studios Inc., y en 1990, MCA creó MCA/Universal Home Video Inc. para la venta de VHS y más tarde de DVD de la compañía.
Matsushita proveyó una inyección de capital, pero el choque de culturas era bastante grande para ser superado, y cinco años después Matsushita vendió el 80% de sus acciones de MCA/Universal a la distribuidora de bebidas canadiense Seagram por $5700 millones de dólares. Seagram vendió su parte de DuPont para financiar esta expansión en la industria del entretenimiento. Esperando construir un imperio del entretenimiento alrededor de Universal, Seagram compró PolyGram en 1997 y otras propiedades del entretenimiento, pero las ganancias variantes características de Hollywood no eran buen sustituto para el ingreso fijo que antes ganaban con sus acciones en DuPont.
Para ganar dinero, el director de Seagram Edgar Bronfman Jr. vendió las propiedades televisivas de Universal, incluyendo el canal de cable USA, a Barry Diller (estas mismas propiedades serían compradas de vuelta con precios sumamente inflados).
En junio de 2000, Seagran fue vendido a la compañía de Agua y Medios francesa Vivendi, dueña de StudioCanal; la unión fue conocida como Vivendi Universal. Después, Universal Pictures adquirió los derechos de distribución en Estados Unidos de varias películas de StudioCanal, como Mulholland Drive (que recibió una nominación a un Óscar) y El pacto de los lobos (que se convirtió en la segunda película francesa más taquillera en Estados Unidos desde 1980). Universal Pictures y Studio Canal también coprodujeron varios filmes, como Love Actually (una película con presupuesto de $40 mil millones de dólares que finalmente recuperó $246 mil millones de dólares a nivel mundial). A finales de 2000, le fue concedido el permiso de utilizar los estudios "backlot" de Universal Studios a la New York Film Academy, para los estudiantes de cinematografía, en una asociación no oficial.
Agobiado en deudas, en 2003, Vivendi Universal vendió el 80% de Vivendi Universal Entertainment (incluyendo el estudio y sus parques temáticos) a General Electric, pariente de NBC. Resultó en un super conglomerado llamado NBCUniversal, mientras Universal Studios Inc. siguió siendo el nombre de la subsidiaría encargada a la producción de películas. Después del trato, GE era dueño del 80% de NBCUniversal; mientras Vivendi aún mantenía el 20%, tuvo una oportunidad de vender su parte en 2006. GE compró la parte de Vivendi a NBCUniversal en 2011, y a cambio vendió el 51% de la compañía al proveedor de cable Comcast. Comcast combinó la antigua subsidiaría de GE con sus propios bienes de programación de su televisión por cable, creando lo que ahora se conoce como NBCUniversal. Siguiendo la aprobación de la Comisión Federal de Comunicaciones de los Estados Unidos de América (FCC por sus siglas en inglés), el trato de Comcast-GE fue cerrado el 28 de junio de 2011.
En marzo de 2013, Comcast adquirió el 49% restante de NBCUniversal por $16 700 millones de dólares.
A finales de 2005, Paramount Pictures de Viacom adquirió DreamWorks después de pláticas acerca de su adquisición entre GE y Dream Works. La presidenta de Universal, Stacy Snider, dejó la compañía a principios de 2006 para dirigir DreamWorks. Snider fue reemplazada por el entonces vicepresidente, Marc Shmuger y el director de Focus Features, David Linde.
El 5 de octubre de 2009, Marc Shmuger y David Linde fueron expulsados y sus puestos como copresidentes se consolidaron en un solo puesto para Adam Forgelson, el antiguo presidente de los departamentos de marketing y distribución. Donna Langley también fue ascendida a vicepresidenta.
En 2009, Stephanie Sperber fundó Universal Partnerships & Licensing dentro de Universal para licenciar productos de consumo para Universal. En septiembre de 2013, Adam Fogelson fue despedido de Universal Pictures como copresidente, promoviendo a Donna Langley como única presidenta. También, el director de NBCUniversal International, Jeff Shell, fue colocado como presidente del apenas creado Filmed Entertainment Group. El director del estudio, Ron Meyer, renunciaría a la supervisión del estudio cinematográfico y sería nombrado vicepresidente de NBCUniversal, dando consulta al CEO, Steve Burke, en todas las operaciones de la compañía. Meyers mantuvo la supervisión de Universal Parks and Resorts.
El contrato de muchos años para el financiamiento de las películas de Universal con Elliot Management expiró en 2013. En julio de 2013, Universal hizo un acuerdo con Legendary Pictures para comercializar, cofinanciar y distribuir las películas de Legendary por cinco años empezando en 2014, el año en el que el acuerdo similar de Legendary con Warner Bros. Pictures expiró.
En junio de 2014, la asociación de Universal tomó el control de las licencias de los productos para consumidores de NBC y Sprout con las expectativas de que algún día todas las licencias estarían centralizadas en NBCUniversal.

### La era de Comcast (2011-presente)
GE vendió el 51% de la compañía al proveedor de cable Comcast en 2011. Comcast fusionó la antigua filial de GE con sus propios activos de programación de televisión por cable, creando la actual NBCUniversal. Tras la aprobación de la Comisión Federal de Comunicaciones (FCC), el acuerdo Comcast-GE se cerró el 29 de enero de 2011. En marzo de 2013, Comcast compró el 49% restante de NBCUniversal por 16.700 millones de dólares.

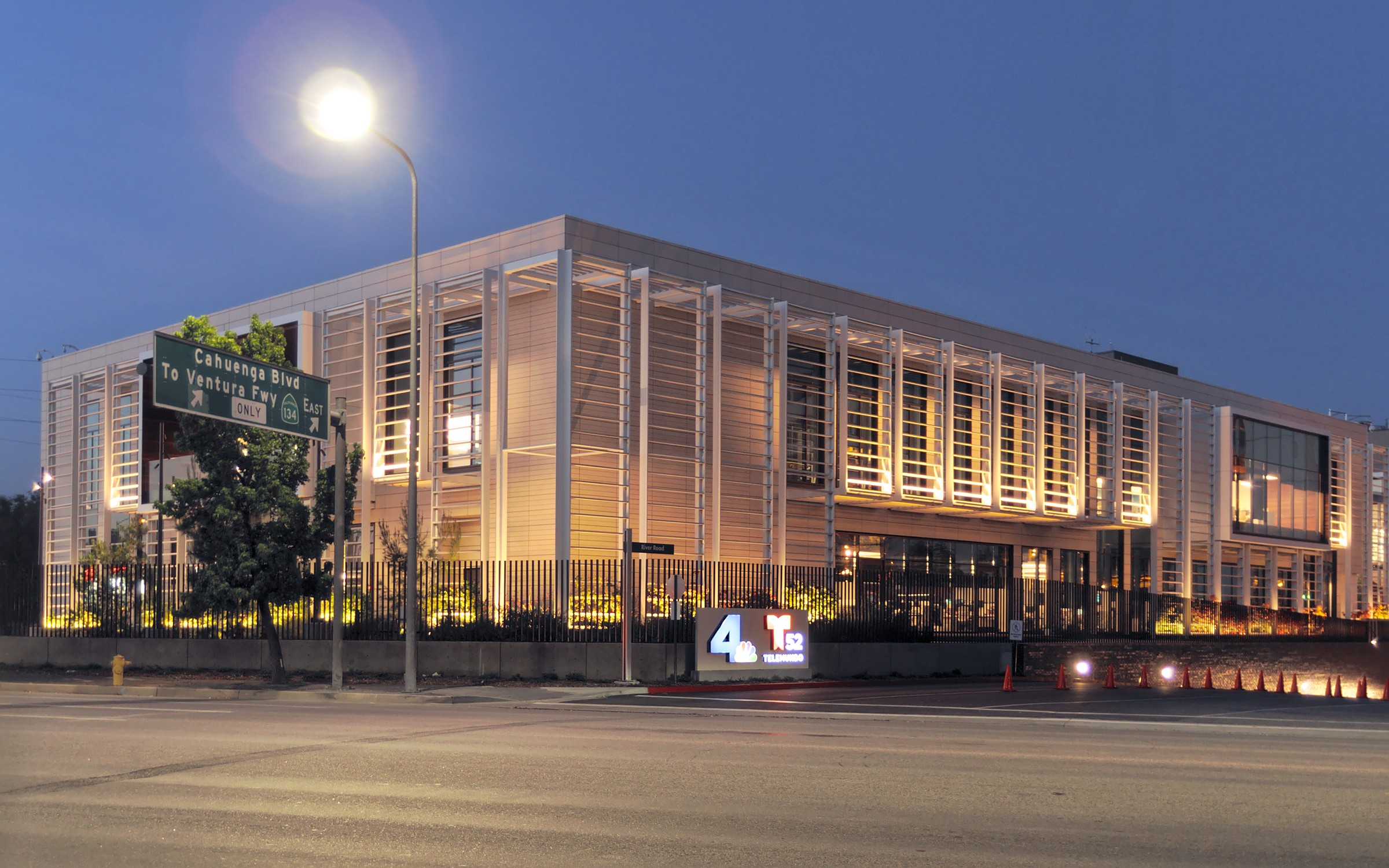
Puerta 3 de Universal Studios con carteles para KNBC y KVEA.

En septiembre de 2013, Adam Fogelson fue destituido como copresidente de Universal Pictures, promoviendo a Donna Langley como única presidenta. Además, el presidente de NBCUniversal International, Jeff Shell, sería nombrado presidente del recién creado Filmed Entertainment Group. Ron Meyer, el antiguo jefe de los estudios, dejaría de supervisar los estudios cinematográficos y sería nombrado vicepresidente de NBCUniversal, asesorando al director general, Steve Burke, en todas las operaciones de la empresa. Meyer mantuvo la supervisión de Universal Parks and Resorts.
El acuerdo plurianual de financiación de películas de Universal con Elliott Management expiró en 2013. En el verano de 2013, Universal llegó a un acuerdo con Legendary Pictures, de Thomas Tull, para distribuir sus películas durante cinco años a partir de 2014 (el año en que termina el acuerdo similar de Legendary con Warner Bros. Pictures).
En junio de 2014, Universal Partnerships se hizo cargo de la concesión de licencias de productos de consumo para NBC y Sprout con la expectativa de que todas las licencias se centralizaran finalmente en NBCUniversal. En mayo de 2015, Gramercy Pictures fue reactivada por Focus Features como un sello de género que se concentraba en películas de acción, ciencia ficción y terror.
El 16 de diciembre de 2015, Amblin Partners anunció que había llegado a un acuerdo de distribución de cinco años con Universal Pictures por el cual las películas serán distribuidas y comercializadas por Universal o Focus Features.
A principios de 2016, Perfect World Pictures anunció un acuerdo de cofinanciación a largo plazo con Universal, que representa la primera vez que una empresa china invierte directamente en un acuerdo de distribución de varios años con un gran estudio estadounidense.
El 28 de abril de 2016, la empresa matriz de Universal, NBCUniversal, anunció un acuerdo de 3.800 millones de dólares para comprar DreamWorks Animation. El 22 de agosto de 2016, el acuerdo se completó. Universal se hizo cargo del acuerdo de distribución con DreamWorks Animation a partir de 2019 con el lanzamiento de Cómo Entrenar a tu Dragón: El Mundo Oculto, tras finalizar el acuerdo de distribución de DreamWorks Animation con 20th Century Fox.
El 15 de febrero de 2017, Universal Pictures adquirió una participación minoritaria en Amblin Partners, reforzando la relación entre Universal y Ambliny reuniendo un porcentaje minoritario del sello DreamWorks Pictures con DreamWorks Animation.
En diciembre de 2019, Universal Pictures inició negociaciones iniciales para distribuir las próximas propiedades cinematográficas basadas en los juguetes Lego. Aunque los personajes originales de La Gran Aventura Lego todavía son propiedad de Warner Bros. Pictures, Universal Pictures actuará como distribuidor de estrenos futuros y desarrollará películas adicionales de Lego. La primera película de Lego bajo los derechos cinematográficos de Universal Pictures es Piece by Piece en 2024.
El 9 de junio de 2020, se anunció que el antiguo presidente de Universal International Distribution, Duncan Clark, dimitiría. Pasaría a desempeñar un papel de consultor en el estudio en agosto y sería reemplazado por Veronika Kwan Vandenberg.

## Unidades
- Universal International Pictures
  - Universal International Distribution
- Universal Pictures Home Entertainment
  - Universal Home Entertainment Productions
  - Universal 1440 Entertainment
  - DreamWorks Animation Home Entertainment
  - Universal Sony Pictures Home Entertainment Australia (empresa conjunta con Sony Pictures Home Entertainment)
  - Universal Playback
  - Studio Distribution Services (empresa conjunta con Warner Bros. Discovery Home Entertainment)
- Focus Features
- Universal Pictures International Entertainment
  - NBCUniversal Entertainment Japan
- Working Title Films
  - WT2 Productions
  - Working Title Television
- Rede Telecine (12.5%, empresa conjunta con Canais Globo, Walt Disney Studios, Paramount Pictures y Metro-Goldwyn-Mayer)
- Illumination
  - Illumination Studios Paris
  - Illumination Labs
  - Moonlight
- DreamWorks Animation
  - DreamWorks Animation Television
  - DreamWorks Classics
    - Big Idea Entertainment
    - Bullwinkle Studios (JV)
    - Harvey Entertainment

  - DreamWorks Theatricals
  - DreamWorks New Media
    - DreamWorksTV

  - DreamWorks Press
- Back Lot Music
- Universal Products & Experiences
- United International Pictures (50%, empresa conjunta con Paramount Pictures de Paramount Global)
- Amblin Partners (participación menor)[28][29] (JV)[32]
  - Amblin Entertainment
  - Amblin Television
  - DreamWorks Pictures
  - Storyteller Distribution[35]
- Blumhouse Holdings, LLC (participación minoritaria con Jason Blum y James Wan)[36]
  - Blumhouse Productions
    - Atomic Monster
    - BH Tilt (con Neon)
    - BlumHansonAllen Films
    - Blumhouse Books
    - Blumhouse Games
    - Blumhouse International
    - Blumhouse Television (55%)
    - Haunted Movies

## Asociación con Nintendo
El 31 de enero de 2018, Nintendo anunció que colaboraría con Illumination y Universal para producir una película animada basada en la franquicia de Mario.
The Super Mario Bros. Movie se estrenó el 5 de abril de 2023 en Estados Unidos y el 28 de abril de 2023 en Japón. La película resultó ser un enorme éxito, y se tienen expectativas de hacer más adaptaciones de otras propiedades intelectuales de Nintendo en colaboración con Illumination y Universal o sus filiales.
El 10 de marzo de 2024, con motivo del Día de Mario (en inglés: Mario Day), el creador de Mario, Shigeru Miyamoto, junto con el CEO de Illumination, Chris Meledandri, anunciaron a través de las redes sociales de Nintendo, una secuela de The Super Mario Bros. Movie, cuyo estreno está previsto para el 3 de abril de 2026.

## Universal Productions France
Al principio de los 50s, Universal creó su propia distribuidora en Francia, y a finales de los 60s, la compañía también empezó su productora en París, Universal Productions France S.A., aunque a veces era acreditada con el nombre de la distribuidora, Universal Pictures France. Con excepción de sus dos primeras cintas producidas, "Le scandale" de Claude Chabrol y "Les oiseaux vont mourir au Pérou" de Romain Gary, solo se dedicó a hacer películas francesas u otras coproducciones europeas, las más notorias siendo "Lacombe, Lucien" de Louis Malle,  "Les Valseuses" de Bertrand Blier y "The Day of the Jackal"  de Fred Zinnemann.  Estuvo involucrada en aproximadamente 20 producciones francesas. A principios de los 70s, la unidad fue integrada a la Cinema International Corporation de Francia.

## Relación con Mattel
Universal Pictures tiene los derechos de distribución en cines y en vídeo de las películas de Barbie, Monster High, Hot Wheels, Max Steel, Polly Pocket y Ever After High.

## Logos
A lo largo de su historia, Universal Pictures ha tenido varias animaciones de introducción y logos: 
1. El primero fue utilizado desde 1912 hasta 1914. Un planeta tierra giraba por unos pocos segundos y encima estaba la frase UNIVERSAL FILMS.
2. El segundo fue utilizado desde 1914 hasta 1923. Un planeta saturno tenía encima y sin ningún movimiento la frase UNIVERSAL FILMS o THE TRANS-ATLANTIC FILM CL, y tenía una melodía un poco triste en el fondo.
3. El tercero fue utilizado desde 1923 hasta 1927. Un avión biplano rodeaba el mundo apareciendo formando con el humo del avión al final de su vuelta la frase UNIVERSAL PICTURES y no se emplea melodía.
4. El cuarto fue utilizado desde 1927 hasta 1936. Es similar al logo anterior pero con una animación y modelo diferente del mundo y el avión ahora era un avión de combate recorriendo el mundo mientras que aparece en medio la frase A UNIVERSAL PICTURE.
5. El quinto fue utilizado desde 1936 hasta 1946. Una esfera terrestre de cristal brillante giraba constantemente gracias al stop-motion y a su alrededor estaba girando la frase A UNIVERSAL PICTURE, y vuelven las melodías, en este caso, se utilizó una melodía Wéstern, compuesta por Jimmy McHugh. El logotipo aún se encontraba en blanco y negro, no obstante, en algunas películas, se podía ver la frase A UNIVERSAL PICTURE de un color dorado.
6. El sexto fue utilizado desde 1946 hasta 1963, en ella aparece el mundo girando animado, ahora encima la frase Universal International. La melodía no era fija, sino que la adapta de las películas con las que era proyectado. Desde 1950, la imagen pasó de ser en blanco y negro, a ser a color, además de ser el primer logo en aparecer en cintas de 35mm y en formato Cinemascope.
7. El séptimo fue utilizado desde 1963 hasta 1990, siendo el logo que más tiempo se utilizó, durante 27 años, siendo como el prototipo de los logotipos posteriores al actual, ya que sirvió de inspiración para el diseño de los logos posteriores. La animación inicia con un zoom en el espacio lleno de muchas estrellas hasta que en medio aparece el mundo girando y ahora se usa de nuevo la frase A UNIVERSAL PICTURE o en algunas ocasiones otras frases como A UNIVERSAL RELEASING o UNIVERSAL PRESENTS, aunque en algunas pocas ocasiones solo mostraba la palabra UNIVERSAL. En 1973, se cambió la frase por UNIVERSAL AN MCA COMPANY. Al igual que con el logo anterior, la melodía no era fija, sino que la adapta de las películas con las que era proyectado. El logo hizo su debut en Charade, estrenada el 5 de diciembre de 1963, e hizo su última aparición en Bird on a Wire, estrenada el 18 de mayo de 1990.
8. El octavo fue utilizado desde 1990 hasta 1997. Es similar al logo anterior, solo que se le agregó un giro y arriba se agregó la frase 75th ANNIVERSARY, mientras que se conservó la frase UNIVERSAL AN MCA COMPANY, además de mostrar un video recordando algunos de los logos anteriores, y en este caso, la melodía vuelve a ser fija. La melodía fue compuesta por James Horner. En 1991, se quitó la frase 75th ANNIVERSARY y el video donde se mostraban los logos anteriores. El logo con la frase 75th ANNIVERSARY hizo su debut en Back to the Future Part III, estrenada el 25 de mayo de 1990, e hizo su última aparición en A Kiss Before Dying, estrenada el 26 de abril de 1991. El logo sin la frase 75th ANNIVERSARY hizo su debut en Backdraft, estrenada el 24 de mayo de 1991, e hizo su última aparición en McHale's Navy, estrenada el 18 de abril de 1997.
9. El noveno fue utilizado desde 1997 hasta 2012. Con un logo similar a los 2 anteriores, solo que mostrando detalles más verdes en el mundo, otro giro y otra melodía y aparecía la descripción ©1997 Universal City Studios, Inc. en la esquina inferior derecha. En 1999, la frase de la esquina inferior derecha se cambió por www.universalstudios.com en la parte inferior del logo, haciendo entender que están anunciando su nuevo sitio web. En 2005, el logo pasó a estar en 16:9 y en 720p nativos y el mundo ya muestra más contenido haciendo pequeñas modificaciones en su escala de color, esto gracias a que sus películas comenzaron a ser distribuidas en formato HD DVD. En 2010, se cambió la frase de abajo por A DIVISION OF NBCUNIVERSAL. En 2011, el logo pasó a estar en 1080p influenciado por el inicio de las ventas de sus películas en formato Blu-Ray Disc. La melodía ahora tiene un tono de epicidad, dando la sensación de que comenzará una nueva y emocionante aventura. La melodía fue compuesta por Jerry Goldsmith. El logo hizo su debut en The Lost World: Jurassic Park, estrenada el 23 de mayo de 1997, e hizo su última aparición en Wanderlust, estrenada el 24 de febrero de 2012.
10. El décimo se usa desde 2012 (es el actual logo). Con una imagen más realista del mundo y ahora con la frase A COMCAST COMPANY debajo y en medio la frase 100TH ANNIVERSARY. En 2013, se quitó la frase 100TH ANNIVERSARY. En 2019, el logo pasó a estar en 4K adaptándolo a la distribución de las películas en Ultra HD tanto por Streaming como por Blu-Ray Ultra HD. No utiliza su propia melodía, sino que utiliza la melodía compuesta por Jerry Goldsmith del logo de 1997, solo que remasterizada y reconstruida, de tal manera que se escuche más épica y realista. Esta nueva versión fue compuesta por Brian Tyler. El logo con la frase 100TH ANNIVERSARY hizo su debut en Dr. Seuss' The Lorax, estrenada el 2 de marzo de 2012, e hizo su última aparición en Mama, estrenada el 18 de enero de 2013. El logo sin la frase 100TH ANNIVERSARY hizo su debut en Identity Thief, estrenada el 8 de febrero de 2013.

|                                           |
| Logotipo utilizado desde 1912 hasta 1913. |

|                                           |
| Logotipo utilizado desde 1913 hasta 1914. |

|                                           |
| Logotipo utilizado desde 1914 hasta 1919. |

|                                           |
| Logotipo utilizado desde 1919 hasta 1923. |

|                                           |
| Logotipo utilizado desde 1923 hasta 1931. |

|                             |
| Logotipo utilizado en 1925. |

|                                           |
| Logotipo utilizado desde 1925 hasta 1928. |

|                             |
| Logotipo utilizado en 1931. |

|                                           |
| Logotipo utilizado desde 1936 hasta 1947. |

|                                           |
| Logotipo utilizado desde 1963 hasta 1990. |

|                                           |
| Logotipo utilizado desde 1990 hasta 1997. |

| |
| Logotipo utilizado desde 1997 hasta 2012. Este logotipo todavía se utiliza en algunas propiedades, como la empresa independiente, Universal Music Group. |

|                                           |
| Logotipo utilizado desde 2012 hasta 2021. |

|                                |
| Logotipo utilizado desde 2021. |

## Tratos de producción
- A24
- Amblin Entertainment
- Apatow Productions
- Atomic Monster
- Blumhouse Productions
- Comcast
- Cross Creek Pictures
- DreamWorks Animation
- DreamWorks SKG
- Film 44
- Hasbro Studios
- Star+
- Disney+
- Hulu
- Illumination
- ImageMovers
- Imagine Entertainment[37]
- Laika
- Lava Bear Films
- Legendary Pictures
- Mattel Creations
- Monkeypaw Productions
- Mubi
- HBO Max
- NBCUniversal
- Nintendo
- Paramount Global
- Peacock
- United International Pictures
- Warner Bros. Discovery
- The Walt Disney Company
- Working Title Films